# USS Kamehameha (SSN-642)
USS Kamehameha (SSBN-642) / (SSN-642) – amerykański okręt podwodny o napędzie atomowym typu Benjamin Franklin, który w trakcie służby w amerykańskiej marynarce wojennej stanowił pierwotnie część systemu odstraszania nuklearnego, po zakończeniu zaś służby w siłach strategicznych, został przekształcony w okręt wielozadaniowy (SSN) służący do transportu oddziałów sił specjalnych.